# Campeonato Russo de Futebol de 1999 - Segunda Divisão
O Campeonato Russo de Futebol - Segunda Divisão de 1999 foi o oitavo torneio desta competição. Participaram vinte e duas equipes. O nome do campeonato era "Primeira Divisão" (Perváia Divizion), dado que a primeira divisão era a "Divisão Suprema" (Vysshaia Divizion). O campeão e o vice são promovidos e cinco são rebaixados para a terceira divisão.

## Participantes
| Equipe                              | Cidade          | Região                   | No ano anterior                                                                              | Estádio                     | Capacidade | Títulos                   | Participações |
| ----------------------------------- | --------------- | ------------------------ | -------------------------------------------------------------------------------------------- | --------------------------- | ---------- | ------------------------- | ------------- |
| PFK Sokol Saratov                   | Saratov         | Oblast de Saratov        | Terceiro Lugar                                                                               | Estádio Lokomotiv           | 15.000     | 0 (não possui)            | 8             |
| FC Lokomotiv Chita                  | Chita           | Oblast de Chita          | Décimo Terceiro Lugar                                                                        | Estádio Lokomotiv           | 12.500     | 0 (não possui)            | 8             |
| FC Dinamo Stavropol                 | Stavropol       | Krai de Stavropol        | Oitavo Lugar                                                                                 | Estádio Dínamo              | 15.589     | 0 (não possui)            | 5             |
| FC Lokomotiv São Petersburgo        | Tsentralny      | São Petersburgo          | Décimo Sexto Lugar                                                                           | Estádio Kirov               | 100.000    | 0 (não possui)            | 5             |
| FC Gazovik Ijevsk                   | Ijevsk          | Udmúrtia                 | Nono Lugar                                                                                   | Estádio Central Republicano | 19.200     | 0 (não possui)            | 5             |
| PFC Spartak Nalchik                 | Nalchik         | Cabárdia-Balcária        | Décimo Quinto Lugar                                                                          | Estádio Spartak             | 14.400     | 0 (não possui)            | 6             |
| FC Metallurg Lipetsk                | Lipetsk         | Oblast de Lipetsk        | Décimo Segundo Lugar                                                                         | Estádio Metallurg           | 14.000     | 0 (não possui)            | 5             |
| FC Anji Makhachkala                 | Mahackala       | Daguestão                | Décimo Primeiro Lugar                                                                        | Estádio Dínamo              | 15.200     | 0 (não possui)            | 3             |
| FC Lada-Simbirsk Dimitrovgrad       | Dimitrovgrad    | Oblast de Ulianovsk      | Sexto Lugar                                                                                  | Estádio Torpedo             | 5.000      | 0 (não possui)            | 4             |
| FC Kristall Smolensk                | Smolensk        | Oblast de Smolensk       | Quarto Lugar                                                                                 | Estádio Spartak             | 12.500     | 0 (não possui)            | 3             |
| FC Fakel Voronej                    | Voronej         | Oblast de Voronej        | Décimo Lugar                                                                                 | Estádio da Central Sindical | 32.750     | 0 (não possui)            | 5             |
| FC Arsenal Tula                     | Tula            | Oblast de Tula           | Quinto Lugar                                                                                 | Estádio Arsenal             | 20.048     | 0 (não possui)            | 2             |
| FC Rubin Kazan                      | Cazã            | Tartaristão              | Sétimo Lugar                                                                                 | Estádio Central de Cazã     | 28.500     | 0 (não possui)            | 4             |
| FC Tom Tomsk                        | Tomsk           | Oblast de Tomsk          | Décimo Quarto Lugar                                                                          | Estádio Trud                | 15.000     | 0 (não possui)            | 4             |
| FC Torpedo ZIL de Moscovo           | Danilovsky      | Moscovo                  | Acesso pelo Torneio de Promoção                                                              | Estádio Eduard Streltsov    | 14.274     | 0 (não possui)            | 1             |
| FC Spartak Orekhovo Orekhovo-Zuyevo | Orekhovo-Zuyevo | Oblast de Moscovo        | Campeão da Zona Central do Campeonato Russo de Futebol de 1998 - Terceira Divisão            | Estádio Znamya Truda        | 8.300      | 0 (não possui)            | 2             |
| FC Volgar Gazprom Astracã           | Astracã         | Oblast de Astracã        | Campeão da Zona Sul do Campeonato Russo de Futebol de 1998 - Terceira Divisão                | Estádio Central             | 21.500     | 0 (não possui)            | 1             |
| FC Torpedo-Viktoria Níjni Novgorod  | Níjni Novgorod  | Oblast de Níjni Novgorod | Campeão da Zona do Volga (Povolje) do Campeonato Russo de Futebol de 1998 - Terceira Divisão | Estádio Lokomotiv           | 17.856     | 0 (não possui)            | 1             |
| FC Amkar Perm                       | Perm            | Oblast de Perm           | Campeão da Zona do Ural do Campeonato Russo de Futebol de 1998 - Terceira Divisão            | Estádio Zvezda              | 19.500     | 0 (não possui)            | 1             |
| FC Metallurg Krasnoyarsk            | Krasnoyarsk     | Krai de Krasnoyarsk      | Campeão da Zona Leste do Campeonato Russo de Futebol de 1998 - Terceira Divisão              | Estádio Central             | 22.500     | 0 (não possui)            | 3             |
| FC Dynamo-Gazovik Tiumen            | Tiumen          | Oblast de Tiumen         | Rebaixado do Campeonato Russo de Futebol de 1998                                             | Estádio Geolog              | 13.057     | 2 (1993 Zona Leste, 1996) | 3             |
| FC Baltika Kaliningrado             | Kaliningrado    | Oblast de Kaliningrado   | Rebaixado do Campeonato Russo de Futebol de 1998                                             | Estádio Baltika             | 14.000     | 1 (1995)                  | 5             |

## Regulamento
O campeonato foi disputado no sistema de pontos corridos em turno e returno. Ao final, o campeão e o vice eram promovidos para o Campeonato Russo de Futebol de 2000 e cinco equipes eram rebaixadas diretamente para o Campeonato Russo de Futebol de 2000 - Terceira Divisão.

## Resultados do Campeonato
Anji foi o campeão; junto com o vice, Fakel, foi promovido para a primeira divisão russa.

Tiumen, Torpedo-Viktoria, Lada-Simbirsk, Dínamo de Stavropol e Spartak de Orekhovo foram rebaixados para a terceira divisão russa.

## Campeão
| Campeão Russo da Segunda Divisão de 1999 |
| ---------------------------------------- |
| FC Anji Makhachkala 1° Título            |